# European Voice
European Voice – była anglojęzyczna gazeta wydawana przez The Economist Group. W wersji papierowej czasopismo dostępne było w Londynie, Brukseli, Strasburgu, Luksemburgu. Gazetę wydawano od 1995 r. Główna tematyka skupiona była wokół działań Unii Europejskiej i wydarzeń w państwach członkowskich. W 2014 wykupiona przez Axel Springer SE. Od 2015 funkcjonuje pod nazwą Politico Europe.